# Aeroporto de Notohadinegoro
O Aeroporto de Notohadinegoro (IATA: JBB, ICAO: WARE) é um aeroporto que serviu a regência de Jember, uma área urbana na província de Java Oriental, na Indonésia. Este aeroporto foi operado pelo Departamento de Transporte de Jember Regency (indonésio: Dinas Perhubungan Kabupaten Jember). Este aeroporto ficou fechado por muitos anos, voltou a operar em julho de 2014, e foi novamente fechado em abril de 2020.

## História
O Aeroporto de Notohadinegoro foi iniciado pelo ex-regente de Jember, Samsul Hadi Siswoyo. A construção começou em 2003 com financiamento do Orçamento do Distrito de Jember (APBD Kabupaten Jember) de 30 bilhões de rúpias. Este aeroporto foi inaugurado em 2005 com uma extensão de pista de 1.200 metros. O Aeroporto tinha uma extensão de 120 hectares e esperava-se que sirvesse outras cidades da Indonésia até Jember.
Em 2008, o então regente de Jember, MZA Djalal, pediu ao aeroporto para expandir as rotas civis comerciais para outras cidades da Indonésia. O governo da Jember Regency estendeu a pista de 1.200 metros para 1.560 metros. Uma expansão do Aeroporto Notohadinegoro inativo foi verificada para reutilização/operação em junho de 2014. O aeroporto conta agora com 1.705 metros de pista e pronto para atender até um avião ATR 72/600.
O governo de Jember planejou em 2015 estender a pista para 2.500 metros para atender aeronaves de grande porte neste aeroporto. A National Pilot School de Banyuwangi também planejou construir uma base de apoio neste aeroporto em 2015.
A partir de agosto de 2019, havia um voo direto duas vezes ao dia do Aeroporto de Notohadinegoro para o Aeroporto Internacional de Juanda (na Grande Surabaya).
Em abril de 2020, foi novamente fechado, sem planos de reabertura. Os altos preços do combustível de aviação e a falta de demanda tornaram o Aeroporto de Notohadinegoro não lucrativo para as companhias aéreas domésticas.

## Instalação
- Edifício do terminal
- Táxi

## Companhias aéreas e destinos
A companhia aérea Wings Air oferecia serviço regular de passageiros para o Aeroporto Internacional de Juanda (na Grande Surabaya).